# Zorile, Orhei
Zorile este satul de reședință al comunei cu același nume  din raionul Orhei, Republica Moldova.